# ولگنی
ولگنی (به فرانسوی: Velogny) یک کمون در فرانسه است که در Canton of Vitteaux واقع شده‌است.

## خصوصیات
ولگنی ۴٫۰۳ کیلومترمربع مساحت و ۳۷ نفر جمعیت دارد و ۴۰۰ متر بالاتر از سطح دریا واقع شده‌است.